# David Amadou M'Bodji
David Amadou "Papys" M'Bodji est un footballeur franco-sénégalais né le 13 juillet 1984 à Kaolack au Sénégal. Il mesure 1,77 m pour 69 kg et évolue au poste d'attaquant.

## Biographie
David Amadou M'Bodji est issu du centre de formation de l'Olympique de Marseille. Il passe par l'AS Cannes, l'Union sportive Créteil-Lusitanos et le Football Club Lorient-Bretagne Sud.
Il est prêté de janvier jusqu'en juin 2008 par le Football Club Lorient-Bretagne Sud au Clermont Foot.
Il résilie son contrat avec le club breton le 8 juillet 2008 et s'engage le 21 juillet avec l'AS Cannes, qui fut son club lors de la saison 2003-2004 et dont l'entraîneur est Patrice Carteron.
David Amadou reçoit une sélection en équipe du Sénégal le 23 mai 2006, lors d'un match amical face à la Corée du Sud.
Le joueur a depuis pris sa retraite du football professionnel.

## Statistiques
- 10 matchs en Ligue 1
- 76 matchs et 20 buts en Ligue 2